# 普希金區

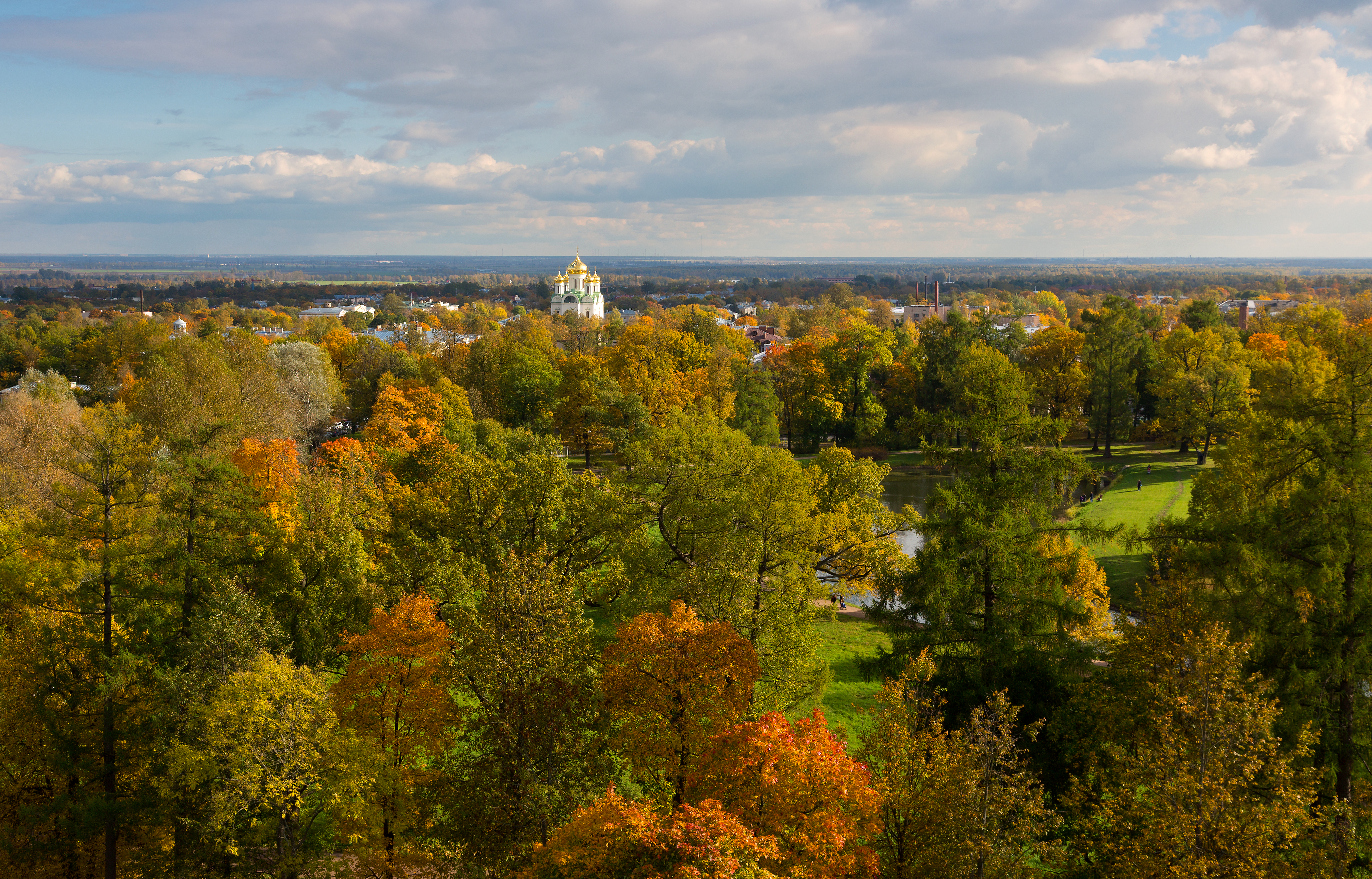

59°44′N 30°24′E / 59.733°N 30.400°E
普希金區（羅馬化：Pushkinsky rayon）是俄羅斯的一個區，位於該國西北部，由聖彼得堡負責管轄，面積240.33平方公里，2010年該區人口135,973，人口密度每平方公里565.79人。